# 第五大道500号
第五大道500号（500 Fifth Avenue）位于纽约市曼哈顿中城42街及43街之间，是一栋高709英尺（216米）的摩天大楼，建于1929-1931年。
1941年，该建筑曾是纽约市地区哥伦比亚广播电台FM广播的信号传输站。在2010年，该建筑入选纽约市地标建筑，為电台迷所熟知。